# Vila Barrandovská 46
Vila Barrandovská 46 (výstavní vila č. 1) je rodinný dům, který stojí v Praze 5 Hlubočepích ve vilové čtvrti Barrandov v ulici Barrandovská. Od 25. listopadu 1992 je zapsána na seznamu nemovitých kulturních památek.

## Historie
Dům postavený v letech 1931–1932 pro investora ing. Václava M. Havla navrhl architekt Vladimír Grégr. Stavbu provedla firma Ing. Brázdil a Dr. Ješ, oplocení pozemku firma Martin Wilhelm a synové, úpravu zahrady firma Jaroslav Veselý, velkozávod školkařský v Molitorově, a dveře vstupní a v oplocení dodala firma Ing. O. Podhajský.
Funkcionalistická vila propagovala komfortní bydlení podobně jako výstavní vila č. 2 v ulici Lumiérů. K prodeji byla nabízena za 560 tisíc korun, zájem byl však jen o její pronájem.

### Známí obyvatelé vily
Do roku 1938 zde bydlel kameraman Otto Heller, během 2. světové války Adina Mandlová, od roku 1953 divadelní a filmový herec Miloš Nedbal a po návratu z emigrace (1983) až do září 1989 režisér a scenárista Pavel Juráček.

## Popis
Dům byl postaven v mírně svažitém terénu uvnitř oblouku průjezdní komunikace. Dvoupodlažní stavba má částečně zapuštěný suterén, který však neprobíhá pod celým půdorysem objektu.
Stavba s horizontálními liniemi má puristicky čisté plochy fasády. Jsou zde použity nautické motivy charakteristické pro emocionální funkcionalismus: „parníková“ zábradlí, kruhová okna nebo terasa jako „kapitánský můstek“. Vnitřní prostory domu mají racionální funkcionalistickou dispozici, která odděluje jednotlivé funkce objektu.
Zaoblený rizalit v západní části domu kopíruje oblouk hranice pozemku. V této části se nachází hlavní společenský prostor domu, který osvětluje široké pásové okno po celém jeho obvodu. Druhé nadzemní podlaží je zkráceno po celé své délce o terasu propojenou s domem prosklenými stěnami.
Součástí zahrady byl původně také bazén. Jižní a severní stranu domu doplňují anglické dvorky.